# 壯志假白烏介
壯志假白烏介（学名：Falsobuntonia chuangchihi）为粗面介科假白烏介屬下的一个种。